# Rokot
A Rokot (oroszul: Рокот) orosz hordozórakéta, melyet az UR–100N (NATO-kódja SS–19 Stiletto) interkontinentális ballisztikus rakéta polgári célú alakításával, egy harmadik fokozat, a Briz–K vagy Briz–KM rakéta-végfokozat hozzáadásával hoztak létre. Az első indításokat az 1990-es években Bajkonurból, rakétasilóból végezték, 1999-től Pleszeck űrrepülőtéren a Koszmosz–3M hordozórakéta egy átalakított indítóállványát használják erre a célra. A rakéta indításainak kereskedelmi árusítását a gyártó Hrunyicsev Gépgyár és az EADS Astrium közös vállalata, a német–orosz Eurockot Launch Services Gmbh végzi.

## Rokot
Soros elrendezésű, szilárd hajtóanyagú, három fokozatú űreszközt szállító rakéta. Bruttó tömege 107 tonna, hasznos teher 1800 kilogramm. Alkalmazható magasság 200 kilométer, alacsony Föld körüli pálya (LEO = Low-Earth Orbit). Magassága 29,10, átmérője 2,50. Motorjainak típusa 11D458, valamint 17D58E Vernier. Hajtóanyaga N2O4/UDMH. A motor 8 alkalommal újraindítható. Maximális égésidő 1000, minimális 1 másodperc. Újraindítások között eltelt idő 15 másodperc és 5 óra lehet. Első indítása 1990. november 30-án, utolsó 2011. február 1-jén volt. A Sztrelahoz hasonlóan az UR100 szovjet/orosz interkontinentális rakétából fejlesztették, de kevesebb változtatással, mint Rokothoz.

### 1. lépcső
Elnevezése UR–100N Stage 1N . Bruttó tömege 77,15 tonna, magassága 17,20, átmérője 2,50. Hajtóanyaga N2O4/UDMH. Motorok száma 4, típusa RD–0232.

### 2. lépcső
Elnevezése UR–100N Stage 2N . Bruttó tömege 12,195 tonna, magassága 1,30, átmérője 2,50. Hajtóanyaga N2O4/UDMH. Motorok száma 1, típusa S5.98M.

### 3. lépcső
Elnevezése Rokot–3 Briz . Bruttó tömege 6,565 tonna, magassága 1,30, átmérője 2,50. Hajtóanyaga N2O4/UDMH. Motorok száma 1, típusa S5.98M.

## Indítások
| Dátum, időpont (GMT)       | Starthely                    | Teher, megrendelő                                                                   | Eredmény   | Megjegyzés                                                        |
| -------------------------- | ---------------------------- | ----------------------------------------------------------------------------------- | ---------- | ----------------------------------------------------------------- |
| 1990. november 20.         | Bajkonur, 131-es indítóállás | makett                                                                              | sikeres    | Első tesztrepülés (szuborbitális repülés)                         |
| 2003. június 30.           | Pleszeck űrrepülőtér, LC–133 | MIMOSA, DTUSat, MOST, Cute-I, QuakeSat, AAU-Cubesat, Can X-1, Cubesat-XI, Monitor-E | Sikeres    |                                                                   |
| 2005. október 8.           | Pleszeck, LC–133             | Cryosat                                                                             | Sikertelen | A második fokozat leválasztása előtt nem állt le, majd felrobbant |
| 2009. március 17.          | Pleszeck, LC–133             | GOCE                                                                                | Sikeres    |                                                                   |
| 2009.                      | Pleszeck, LC–133             | SMOS, PROBA–2                                                                       |            |                                                                   |
| 2009.                      | Pleszeck, LC–133             | SERVIS–2                                                                            |            |                                                                   |
| 2013. szeptember 11. 23:23 | Pleszeck űrrepülőtér         | Gonyec–M–5, Gionyec–M–6, Gonyec–M–7                                                 | sikeres    |                                                                   |
| 2014. július 3. 12:43      | Pleszeck űrrepülőtér         | Gonyec–M–8, Gonyec–M–9, Gonyec–M–10                                                 | sikeres    |                                                                   |